# CLN6
بروتين CLN6 هو بروتين غشائي يقع في الشبكة الإندوبلازمية، ويُشفَّر بواسطة جين CLN6 في الإنسان. يلعب هذا البروتين دورًا مهمًا في وظائف الخلايا العصبية، وقد وُجد أن الطفرات في الجين CLN6 ترتبط بظهور بعض أشكال داء باتن (أو السلسلة السادسة من اعتلالات العصبونات)، وهي مجموعة من الاضطرابات العصبية الوراثية النادرة تُعرف باسم العتامات الشحمية الصبغية العصبية (NCLs). لا تزال الآليات الدقيقة لوظيفة بروتين CLN6 قيد الدراسة، إلا أن الأبحاث تشير إلى تورّطه في تنظيم عمليات داخل الخلية تتعلق بالبروتينات والدهون.

## الوظيفة
يشكّل بروتين CLN6 جزءًا من معقّد EGRESS، وهو معقّد بروتيني يعمل على نقل الإنزيمات الخاصة بالجسيمات الحالة من الشبكة الإندوبلازمية إلى جهاز غولجي.
يتكوّن هذا المعقّد من بروتيني CLN6 وCLN8.
عند حدوث طفرات تُفقد بروتين CLN6 وظيفته، تفشل الإنزيمات في الخروج من الشبكة الإندوبلازمية بشكل طبيعي، مما يؤدي إلى انخفاض كميتها داخل الجسيمات الحالة.